# SingStar top.it
SingStar top.it es la primera versión exclusiva para Italia y los países colindantes de habla italiana. Se trata de una colección de 20 exitosos temas italianos. Su equivalente en España es SingStar La Edad de Oro del Pop Español.

## SingStar top.itTrack List
| SingStar top.it   |                              |
| Alex Britti       | "Prendere O Lasciare"        |
| Biagio Antonacci  | "Pazzo Di Lei"               |
| Biagio Antonacci  | "Sappi Amore Mio"            |
| Elisa             | "Una Poesia Anche Per Te"    |
| Gianluca Grignani | "Il Re Del Niente"           |
| Irene Grandi      | "Lasciala Andare"            |
| Jovanotti         | "Mi Fido Di Te"              |
| L'Aura            | "Una Favola"                 |
| Le Vibrazioni     | "Raggio di Sole"             |
| Luca Dirisio      | "Calma E Sangue Freddo"      |
| Max Pezzali       | "Lo Strano Percorso"         |
| Negramaro         | "Estate"                     |
| Negramaro         | "Solo3min"                   |
| Negrita           | "L'Uomo Sogna Di Volare"     |
| Negrita           | "Rotolando Verso Sud"        |
| Paolo Meneguzzi   | "Sara"                       |
| RAF               | "In Tutti I Miei Giorni"     |
| Simone Cristicchi | "Vorrei Cantare Come Biagio" |
| Sugarfree         | "Cleptomanía"                |
| Velvet            | "Dovevo Dirti Molte Cose"    |